# Кополовець Михайло Михайлович
Миха́йло Миха́йлович Кополове́ць (нар. 29 січня 1984, Пилипець, Міжгірський район, Закарпатська область) — український футболіст, який виступав на позиції півзахисника.

## Клубна кар'єра
Вихованець СДЮШОР м. Ужгорода. Перший тренер — Олександр Іванович Філіп. У сезоні 2001/02 дебютував за клуб «Закарпаття-2» у другій лізі. У сезоні 2003/2004 разом із "Закарпаттям" виграв Першу футбольну лігу України і здобув право виступати в найсильнішому футбольному дивізіоні. Дебютував у Вищій лізі 20 липня 2004 року у домашній грі проти київського "Динамо" (1:2). За ужгородців провів 22 матчі в еліті українського футболу.
Перед сезоном 2007/08 перейшов до львівських «Карпат», за які виступав упродовж шести сезонів. У складі львівської команди виступав у груповому раунді ЛЄ 2010-2011 років. 4 липня 2013 року перейшов до ужгородської «Говерли» на правах оренди. Утім, через розбіжності із тренером В'ячеславом Грозним, який не бачив гравця у стартовому складі своєї команди, залишив колектив і перебрався до сусідньої Білорусії у команду "Білшина". Після білоруського етапу кар'єри повернувся до лав "Карпат", але пробитися до основи львів'ян не зумів, провівши у сезоні 2014/2015 лише 7 матчів.
У лютому 2015 року перебрався у клуб німецької Оберліги «Айнгайт» (Рудольштадт). За німецьку команду провів 37 ігор і відзначився чотирма голами.
На початку серпня 2016 року став гравцем аматорського клубу «Минай» з однойменного села. У 2018 році Михайло Кополовець став поєднувати виступи на полі із новою посадою спортивного директора команди. Із минайцями гравець вигравав групу А Другої ліги у 2019 році і перемагав у Першій лізі в сезоні 2019/2020. 

## Статистика виступів
| Сезон     | Клуб                     | Ліга         | Чемпіонат | Чемпіонат | Кубок | Кубок |
| Сезон     | Клуб                     | Ліга         | Ігри      | Голи      | Ігри  | Голи  |
| --------- | ------------------------ | ------------ | --------- | --------- | ----- | ----- |
| 2001—2002 | «Закарпаття-2» (Ужгород) | Друга ліга   | 33        | 3         | 0     | 0     |
| 2002—2003 | «Закарпаття» (Ужгород)   | Перша ліга   | 15        | 0         | 1     | 0     |
| 2003—2004 | «Закарпаття» (Ужгород)   | Перша ліга   | 24        | 1         | 2     | 0     |
| 2004—2005 | «Закарпаття» (Ужгород)   | Вища ліга    | 12        | 0         | 1     | 0     |
| 2005—2006 | «Закарпаття» (Ужгород)   | Вища ліга    | 10        | 0         | 2     | 0     |
| 2006—2007 | «Закарпаття» (Ужгород)   | Перша ліга   | 19        | 2         | 2     | 1     |
| 2007—2008 | «Карпати» (Львів)        | Вища ліга    | 25        | 0         | 1     | 0     |
| 2008—2009 | «Карпати» (Львів)        | Прем'єр-ліга | 22        | 1         | 1     | 0     |
| 2009—2010 | «Карпати» (Львів)        | Прем'єр-ліга | 19        | 0         | 0     | 0     |
| 2010—2011 | «Карпати» (Львів)        | Прем'єр-ліга | 24        | 2         | 1     | 0     |
| 2011—2012 | «Карпати» (Львів)        | Прем'єр-ліга | 20        | 1         | 3     | 0     |
| 2012—2013 | «Карпати» (Львів)        | Прем'єр-ліга | 25        | 2         | 3     | 1     |
| 2013—2014 | «Говерла»                | Прем'єр-ліга | 8         | 0         | 0     | 0     |
| 2014      | «Білшина»                | Вища ліга    | 7         | 0         | 1     | 0     |
| 2014—2015 | «Карпати» (Львів)        | Прем'єр-ліга | 7         | 0         | 0     | 0     |
| 2015-2016 | «Айнгайт»                | Оберліга     | 37        | 4         | 5     | 4     |
| 2018—2019 | «Минай»                  | Друга ліга   | 20        | 2         | 3     | 0     |
| 2019-2020 | «Минай» (Минай)          | Перша ліга   | 18        | 1         | 4     | 0     |
| 2020-2021 | «Минай» (Минай)          | Прем'єр-ліга | 1         | 0         | 0     | 0     |

Вища ліга/УПЛ: 164 гри - 6 голів;
Перша ліга: 76 ігор - 3 гола;
Друга ліга: 53 гри - 5 голів
Досягнення:
Переможець Першої ліги (2): 2003/2004, 2019/2020
Срібний призер Першої ліги (1): 2006/2007